# 双城计中计
《双城计中计》（英語：Scheme With Me）2012年2月24日中国大陆上映的战争喜剧，电影背景为民初，日寇军队侵略中华大地。有抄襲《飛天大盜》的爭議。

## 剧情
中华民国初年，中华大地饱受日本人的侵略和凌辱，
日本人委托老千陈少卿送给军阀王大帅20箱黄金，这个消息马上在上海市流传开来，上海滩黑帮头子林啸东得知后，打起了黄金的主意。另一个人千面鬼脸也想把黄金捞到手。于是，鬼脸经常去林啸东的赌场赌博，顺便打听消息，同时又可以赚些大洋。千面鬼脸因为在唐探长身上狠狠的赚一笔，被林啸东知道后带人把他抓了起来，随后把他押送到监狱。鬼脸在监狱认识了不动石佛。20箱黄金的消息牵引着各方的欲念，他们都开始谋划如何算计对方，最后自己成为赢家。
日本人把黄金弄到了西北。没有多久，他们都追到了西北边境的荒凉小镇。石佛在荒漠中的西北小镇遭遇到了美丽的女土匪金三娘，不久之后，金三娘就爱上了他，并且开始追恋石佛。
林啸东的计划最先破产，被王大帅率兵围歼，林啸东被擒获，随后，王大帅和日本人展开了战争，日本人和王大帅都两败俱伤，而精明的鬼脸却趁机假扮王大帅把黄金劫持走了。

## 演员
| 演员   | 角色     | 备注                                                                   |
| 任贤齐 | 千面鬼脸 | 和女飞贼饺子相恋，擅長易容術。                                         |
| 腾格尔 | 不动石佛 | 是女土匪金三娘的倒追对象，鬼臉的對手，搭檔為陳少卿。                   |
| 熊乃瑾 | 饺子     | 女飞贼，和鬼脸是情侣，擅長開鎖，和陳少卿一起詐死騙過軍閥。             |
| 翁虹   | 金三娘   | 女土匪，爱慕石佛，后追求石佛成功。                                     |
| 刘承俊 | 林啸东   | 上海黑帮头目，最後被日本軍隊亂槍打死。                                 |
| 九孔   | 王大帅   | 對抗中華民國政府北閥軍的北洋軍閥之一，後跟日本軍隊翻臉，被日本軍打死。 |
| 魏千翔 | 陈少卿   | 上海老千，成為石佛的搭檔，和餃子一起詐死騙過軍閥。                     |
| 余思璐 | Marry    | 日本女間諜，假意愛慕鬼臉。                                             |
| 郭真   | 肥唐     | 常常被鬼臉整的胖子。                                                   |
| 韩秋池 | 镇长     | 洛水镇镇长。                                                           |
| 潘安子 | 笠原     | 日本少佐。                                                             |
| 耿志强 | 日軍中尉 |                                                                        |
| 朱瑞祥 | 笠原叔父 |                                                                        |
| 高森   | 老杜     |                                                                        |
| 陈旺   | 包子     |                                                                        |
| 黄诗雅 | 小女孩   |                                                                        |
| 钱入福 | 十里香   |                                                                        |
| 吕赢   | 一丈量   |                                                                        |
| 孙蛟龙 | 大胡子   | 女土匪金三娘的手下。                                                   |
| 李冰   | 独眼龙   | 女土匪金三娘的手下。                                                   |
| 王利   | 戏班班主 |                                                                        |
| 刘萌萌 | 告状女   | 最後被大帥拖出去槍斃                                                   |
| 陈浩   | 告状男   | 最後被大帥拖出去槍斃                                                   |
| 刘蓬   | 当铺老板 |                                                                        |
| 王凌波 | 酒馆老板 |                                                                        |

## 曲目
- 主题曲《任性》，演唱：任贤齐。[2]
- 片尾曲《江湖再见》，演唱：腾格尔。

## 上映
导演潘安子向媒体解说时强调说“该片是喜剧片，片中有爱情、兄弟情；有计谋、有诈骗；有笑话，有幽默；有古装，有现代，是一部多元素电影。”
电影中腾格尔和翁虹有床戏，对此任贤齐表示羡慕不已，而翁虹表示：“我们演床戏那场等了很久才拍上。他不太习惯等好久，我俩就一直聊天。其实拍摄床戏的拍摄过程中我们并未碰面，戏里的内容是我被他灌醉了。”，“他越斯文我就越喜欢。”
熊乃瑾柔中带刚、搞笑幽默的风格赢得了观众的认可。
电影的语言和黑色幽默效果类似《让子弹飞》，播出首周票房就达到了1800万。